# Viajera crónica
Viajera crónica es el primer libro de crónicas de la escritora argentina Hebe Uhart, publicado en 2011 bajo la editorial Adriana Hidalgo. El libro narra los viajes de la escritora por diferentes pueblos y ciudades de América Latina y Europa, tales como Córdoba, Formosa, Rosario, Tacuarembó, Montevideo, Taormina y Nápoles, entre otras.

## Contenido
El libro se encuentra dividido en dos partes. La primera parte se centra en viajes realizados a distintas ciudades de la Argentina, y la segunda se centra en viajes dentro de Latinoamérica y uno a Italia.

### I
- A orillas del Paraná
- Córdoba
- La tierra Formosa
- Rosario de la frontera
- Irazusta
- No pudo ser
- Todo puede suceder
- Gente que pinta y canta

### II
- Antes del cambio
- Un viaje accidentado
- Una vuelta por Piriápolis
- Tacuarembó de cerca
- Visita a Paysandú
- Minas, capital cultural de las sierras
- Montevideo
- Río es un estado de ánimo
- Asunción, Paraguay
- Este es un país humano
- Los diarios de Asunción
- Ecuador
- Arequipa, la ciudad blanca
- Lima
- Un viaje a La Paz
- Cerquita, nomás
- Camino al hotel
- Los vecinos de al lado
- La historia sigue viva (viaje a Italia I)
- Sicilia y Nápoles (viaje a Italia II)